# Gare de Rouen-Saint-Sever
Pour les articles homonymes, voir Gare de Saint-Sever.
La gare de Rouen-Rive Gauche ou gare de Rouen-Saint-Sever ou gare État Rive Gauche est une gare ferroviaire française désaffectée située sur la rive gauche de la Seine à Rouen, dans le quartier Saint-Sever.
Dans le cadre du projet de ligne nouvelle Paris - Normandie, il est envisagé de la remettre en service à l'horizon 2035 pour pallier la saturation de la gare de Rouen-Rive-Droite.

## Histoire
La gare de Saint-Sever fut construite par la compagnie du chemin de fer de Paris à Rouen pour constituer le terminus de la ligne de Paris à Rouen. Cette gare en cul-de-sac, fut inaugurée le 3 mai 1843 par le duc de Nemours. Le premier train entra en gare le 9 mai 1843. Ce train partit de Paris à 8 h et arriva à Rouen à 12 h 56. Le convoi officiel partit de Paris 15 minutes plus tard. À l'arrivée, la ligne fut bénie par le cardinal archevêque de Rouen.
Détruite lors des bombardements de la ville en 1944, la gare n'est pas reconstruite et son trafic voyageur est reporté pour l'essentiel sur la gare de Rouen-Rive-Droite.
Cependant, dans la tranchée couverte livrant passage à la ligne allant de Sotteville à Petit-Couronne, un quai central avait été aménagé sous le Cours-la-Reine (aujourd'hui quai Jacques-Anquetil) pour accueillir les trains venant d'Elbeuf jusqu'à la fermeture de la ligne en 1965. On peut voir encore aujourd'hui au carrefour de l'avenue Champlain et du quai Jacques-Anquetil l'accès à cette halte dénommée Rouen Saint-Sever, mais il a été muré par mesure de sécurité. À proximité immédiate, en 1979, deux quais avaient été construits au sud de la tranchée et à l'air libre sur les anciennes emprises du SERNAM, pour servir de terminus à un certain nombre de trains, lors de travaux effectués dans le tunnel Sainte-Catherine, puis à la gare de Rouen-Rive-Droite elle-même. Cette halte éphémère, dénommée Rouen-Préfecture, est maintenant elle aussi abandonnée.
Aujourd'hui, la gare de Rouen-Rive-Gauche constitue une emprise ferroviaire désaffectée. 

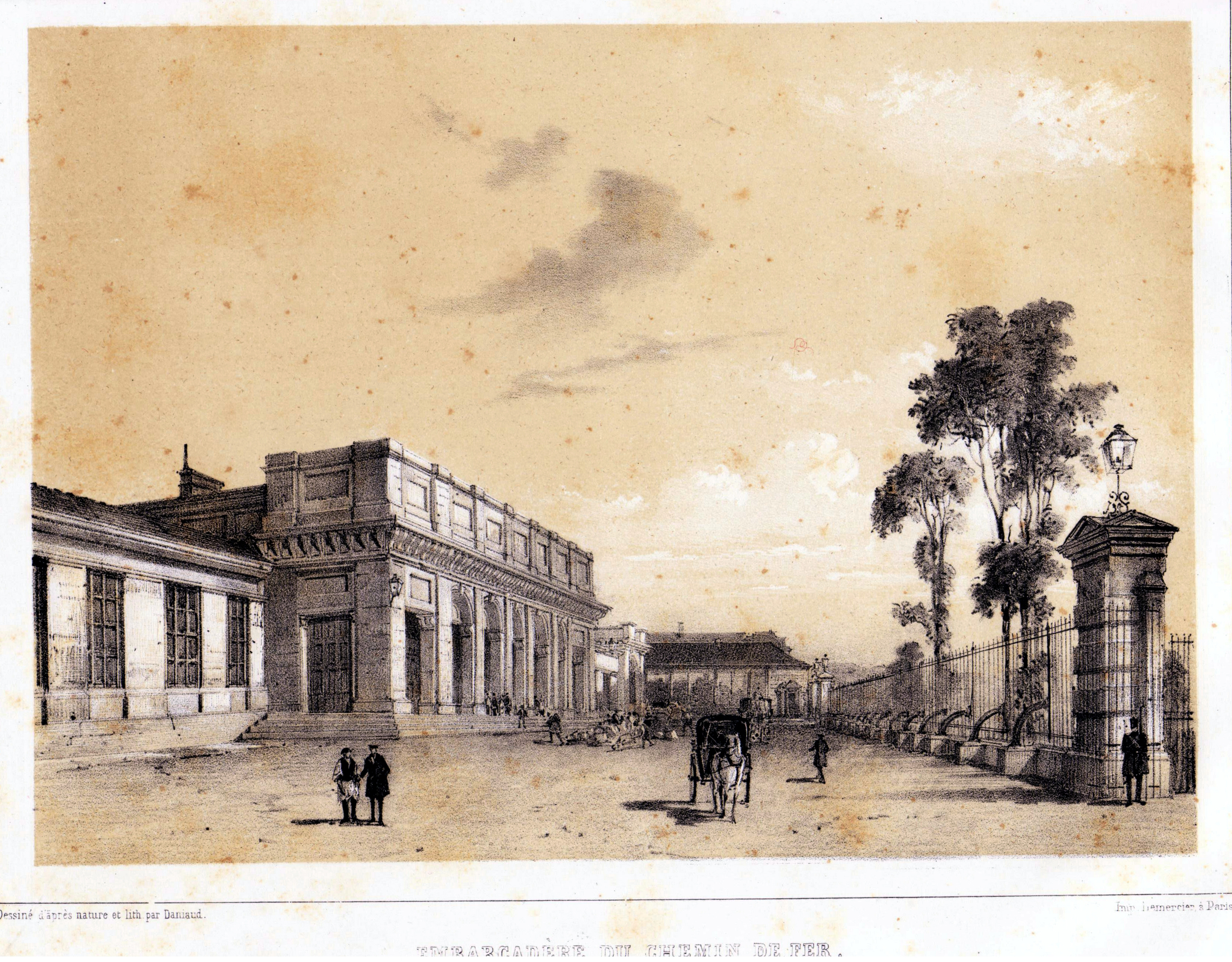
Embarcadère du chemin de fer, lithographie de Henri Daniaud.
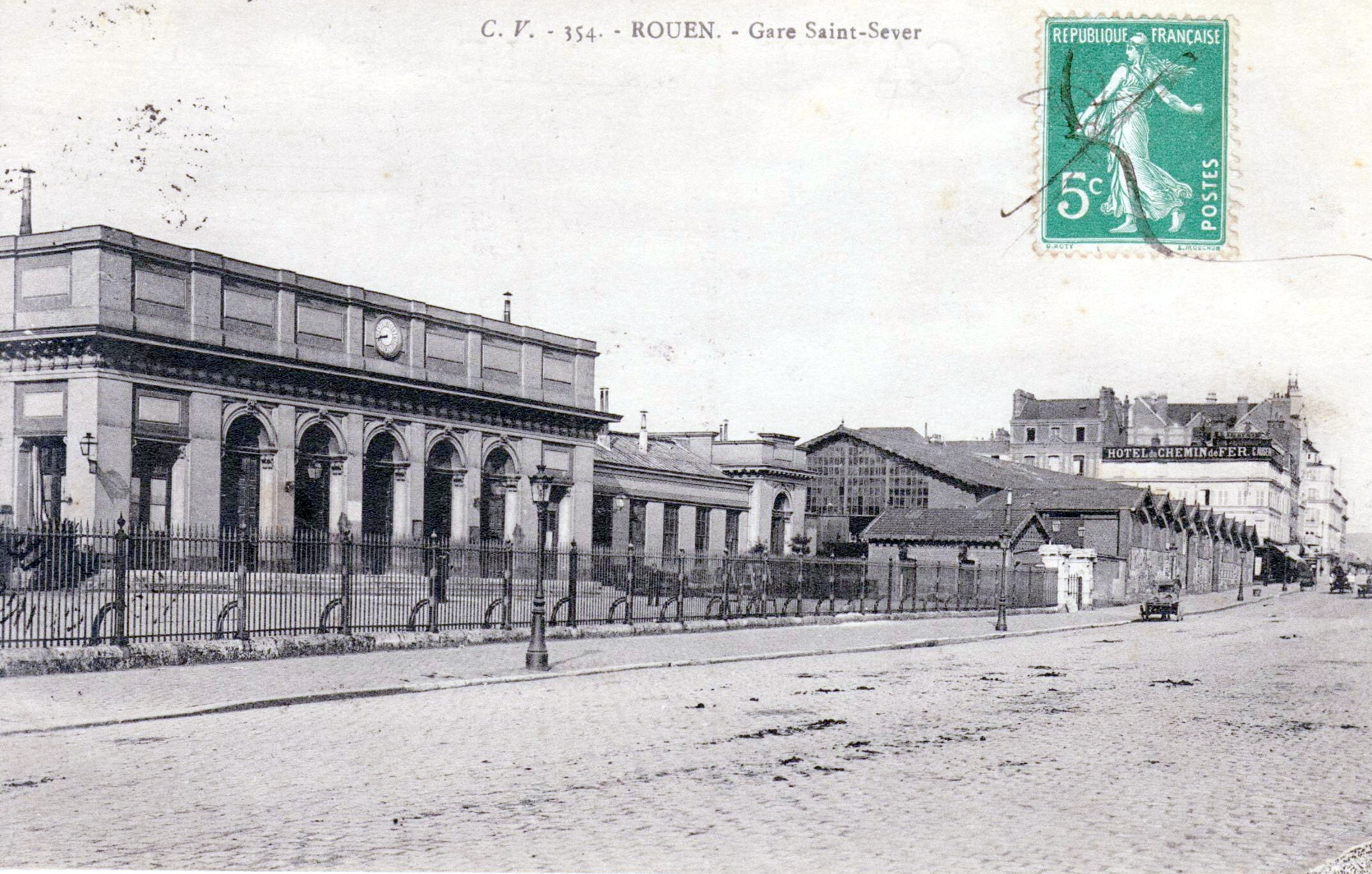
Gare Saint-Sever à Rouen, vers 1916.
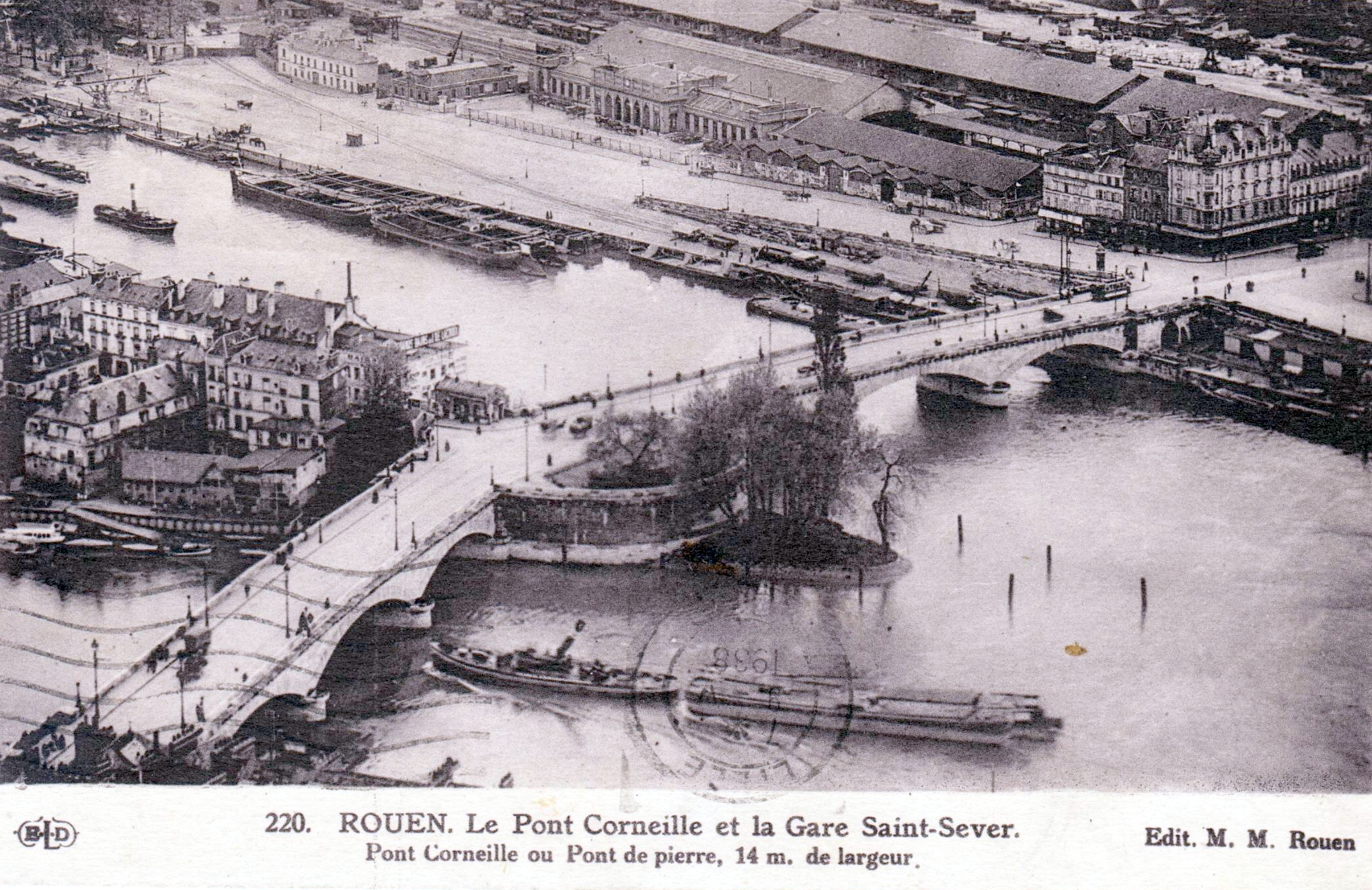
Gare Saint-Sever à Rouen en 1938.
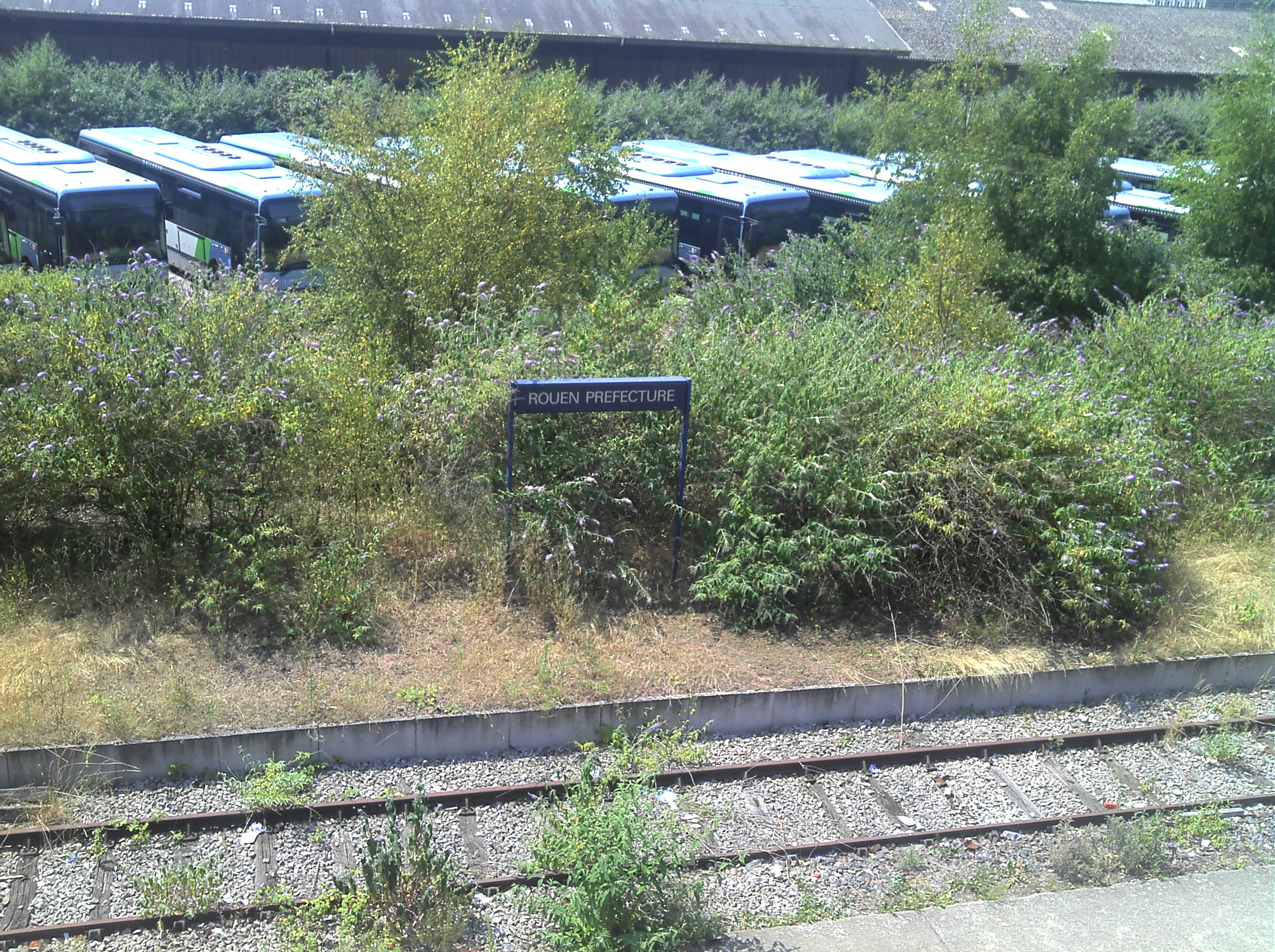
Rouen Préfecture : quais à l'abandon en 2013.

## Autres gares de Rouen
Rouen disposait autrefois de plusieurs gares, chaque compagnie possédant la sienne.
On peut les voir sur ces images :

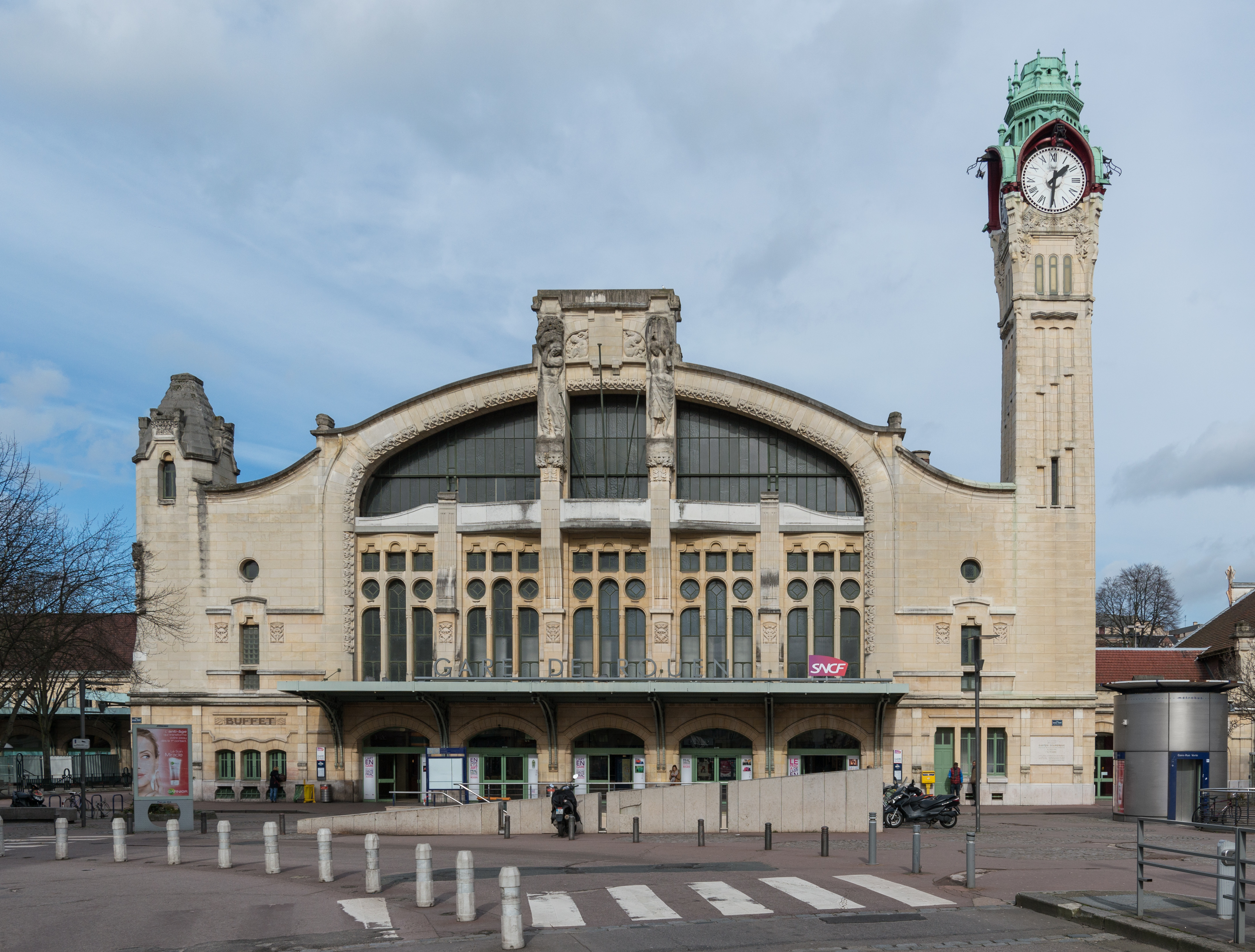
La Gare de Rouen-Rive-Droite, ouverte sous le nom de Gare de la Rue Verte en 1847 et reconstruite de 1912 à 1924 par Adolphe Dervaux, constitue aujourd'hui la gare centrale de Rouen
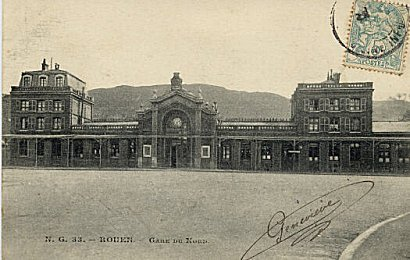
La gare de Rouen-Martainville (ou Gare du Nord), ancienne tête de la ligne d'Amiens à  Rouen. Une première gare fut construite pour l'inauguration de la ligne, en 1867, puis une construction définitive en 1894, présentée sur la carte postale. Cette gare a été démolie dans les années 1980.
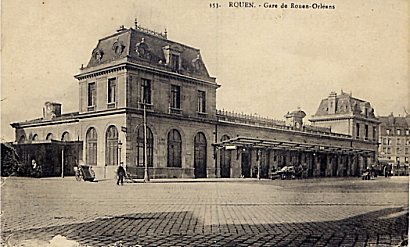
La gare de Rouen-Orléans, de la Compagnie d'Orléans, sur la ligne Rouen - Orléans. Une première gare fut édifiée face au pont Boieldieu, en 1883, et reconstruite par Juste Lisch en 1894. La gare a été détruite en 1944, et la cité administrative en occupe l'emplacement

## Projet «Saint-Sever Nouvelle Gare»
Déjà le 14 avril 1913, le conseil général de la Seine-Inférieure avait émis le vœu que soit étudiée à partir de la rive gauche une nouvelle ligne entre Rouen et Le Havre, avec traversée souterraine de la Seine.

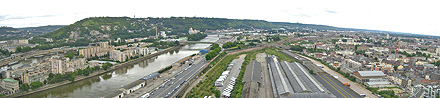
Panorama sur les installations actuelles de la gare.

L'augmentation du trafic ferroviaire provoquant la saturation de la gare de Rouen-Rive-Droite s'ajoutant à la volonté de reconquête urbaine ont conduit depuis les années 2000 à envisager à nouveau le projet de construction d'une seconde gare à Rouen. Le site ancien de la gare de Saint-Sever est amené à accueillir cette future « gare d'agglomération ».

### Contexte actuel

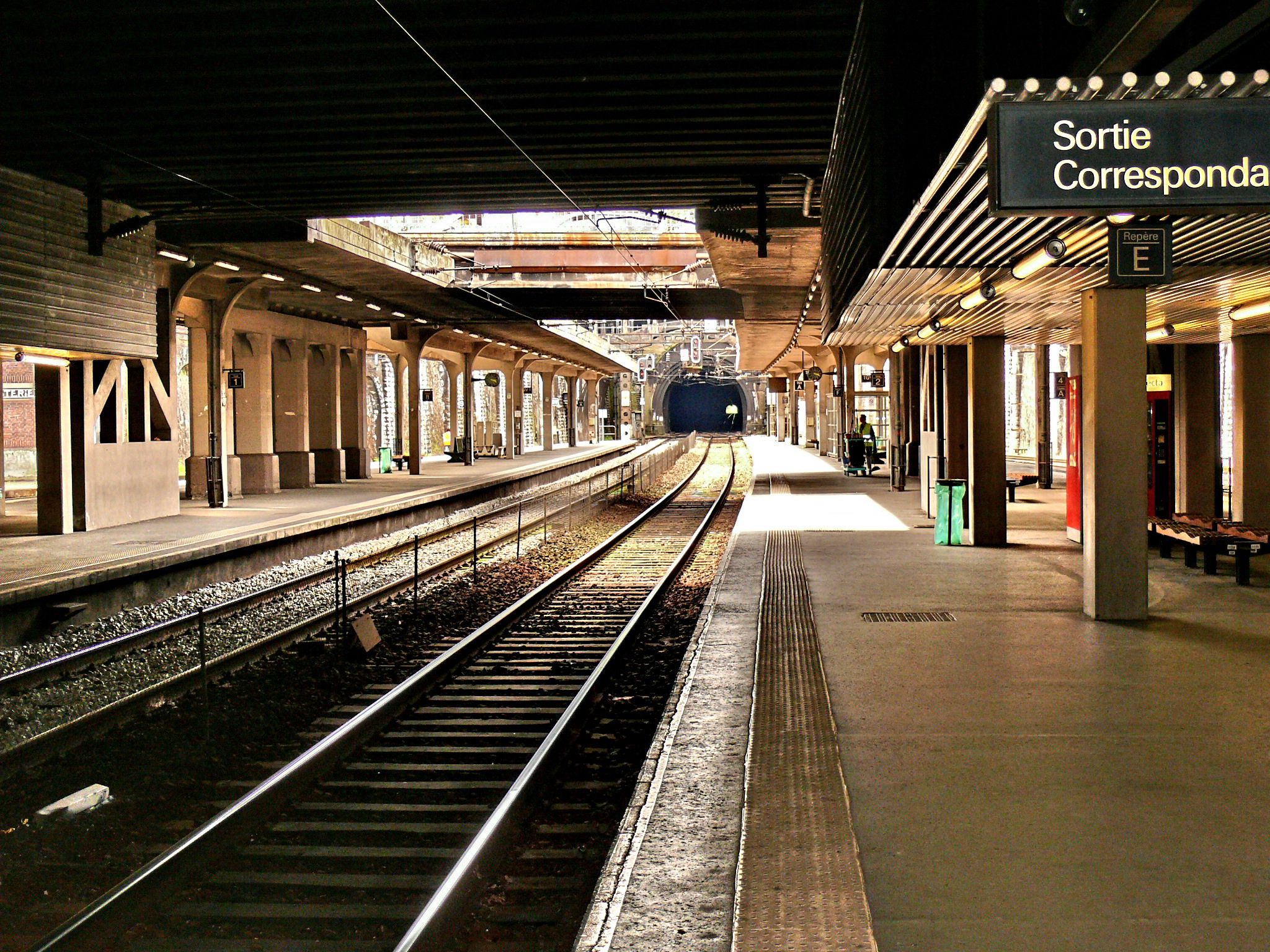
Quais de la gare de Rouen-Rive-Droite, encadrés par deux tunnels.

La gare actuelle de Rouen-Rive-Droite, située sur la rive nord de la Seine, est proche de la saturation. Sa configuration actuelle ne permet pas d'envisager sereinement l'évolution du trafic voyageurs et fret transitant par la gare, en raison des facteurs suivants :
- Nombre de quais inadapté au trafic croissant,
- Gare encadrée de deux tunnels qui limitent la longueur des trains admis en gare à environ 300 mètres, uniquement sur 3 quais de la gare[5],
- Impossibilité d'étendre l'emprise de la gare, puisque celle-ci est située en tranchée, en plein cœur du centre-ville,
- Nombreux « points noirs » sur le réseau ferroviaire rouennais qui rendent l'exploitation difficile, dont le triangle de Darnétal et la bifurcation de Malaunay.

En raison du renouveau du TER et de la montée en puissance des dessertes ferroviaires du port du Havre, le complexe ferroviaire de Rouen n'est plus adapté à la réception de trains toujours plus nombreux. De par sa configuration, l'étoile ferroviaire rouennaise, au cœur du réseau TER Normandie et sur l'axe Paris - Le Havre est le point de convergence de la quasi-totalité des circulations voyageurs au plan seino-marin. Cet accroissement du trafic conduit à envisager la création de nouvelles infrastructures capables d'absorber la hausse du trafic.

### Ligne nouvelle Paris - Normandie
La ligne nouvelle Paris - Normandie est un projet ferroviaire dans les régions Normandie et Île-de-France visant à doter les deux régions d'une desserte ferroviaire performante grâce à la construction de sections nouvelles. Celles-ci permettraient d'augmenter le nombre et la vitesse des trains voyageurs tout en libérant de la capacité sur les lignes existantes pour les circulations fret et Île-de-France Mobilités.
D'abord vaguement envisagé sous la forme d'une ligne à grande vitesse (LGV) dans le schéma directeur des liaisons à grande vitesse de 1991, l'idée est réactivée en 2009 à la suite du projet du Grenelle Environnement. Depuis le débat public en 2011, elle est définie comme une ligne nouvelle à la vitesse maximale de 250 km/h, écartant la très haute vitesse ferroviaire.
Dans le territoire de la Métropole Rouen Normandie, le réseau ferroviaire n'est plus en capacité d'absorber plus de trains en heure de pointe en raison notamment d'une gare trop petite, impossible à élargir en raison de son emplacement en plein centre-ville. Le surplus de circulation provoqué par les autres sections du projet impose de libérer de la capacité, par la création d'une « gare d'agglomération », sur le site de Saint-Sever accompagné par le traitement des points noirs du réseau ferroviaire local.

### La nouvelle gare et ses accès
La nouvelle gare sera située sur la rive gauche de la Seine à l'écart du tracé actuel de la ligne Paris - Le Havre. Selon le schéma présenté lors de la concertation de 2024, cette nouvelle gare sera le terminus pour toutes les liaisons régionales pour assurer toutes les correspondances dans la même gare. La gare actuelle restera en activité : les trains provenant de Yvetot (omnibus) et Dieppe s'y arrêteront avant de rejoindre par le viaduc d'Eauplet cette future gare.
Afin d'éviter aux trains venant de Paris Saint-Lazare et à destination du Havre d'effectuer un rebroussement vers le viaduc d'Eauplet, un nouveau franchissement ferroviaire de la Seine à l'ouest est nécessaire et est prévu dans le projet LNPN.
Ce franchissement est envisagé lors de la concertation de 2024 comme un tunnel de près de 8 km de long partant de la gare nouvelle Saint-Sever, empruntant la tranchée couverte près du quai Cavalier-de-La-Salle, passant en souterrain à proximité du Boulevard Jean-de-Béthencourt et du pont Gustave-Flaubert. La ligne se raccorde à la ligne Paris - Le Havre avant le viaduc de Barentin, selon des modalités toujours en concertation en juin 2024 ,. Par ailleurs, cette section permet aux trains vers Dieppe et vers le Havre d'être sur des itinéraires séparés, évitant le point dur de la bifurcation de Malaunay.

### Projets connexes
Dans l'optique de la nouvelle gare sur la rive gauche de la Seine, un certain nombre de projets sont envisagés. Ceux-ci sont directement liés à l'augmentation de capacité des infrastructures du nœud ferroviaire rouennais.
Tramway et transports en communs
Pour intégrer la nouvelle gare dans le paysage urbain, deux projets de prolongement du tramway (ou «métro») sont envisagés :
- le premier, viserait à prolonger la ligne depuis le terminus Boulingrin jusqu'au tronçon du tramway se dirigeant vers le Technopôle au niveau de la station Honoré-de-Balzac en desservant au passage le CHU de Rouen, l'Université de médecine, l'île Lacroix (proche de son complexe sportif), la nouvelle gare et la clinique Mathilde. Finalement, cela offre la possibilité d'avoir deux lignes de tramway Nord - Sud avec un déchargement important du tronçon central actuel (Boulingrin à Saint-Sever) ; la station Europe serait de fait condamnée.
- le second projet viserait uniquement à la mise en place d'une navette entre la gare et la ligne existante.

En 2024, les études concernant les évolutions du réseau de tramway sont toujours en cours.
En parallèle, il est prévu qu'à partir de l'automne 2025 le site de Saint-Sever soit desservie par la nouvelle ligne TEOR T5, reliant Saint-Sever au terminus actuel de la ligne T1, Mont-aux-Malades, en passant par le quartier Flaubert.
Tram-train Barentin-Elbeuf

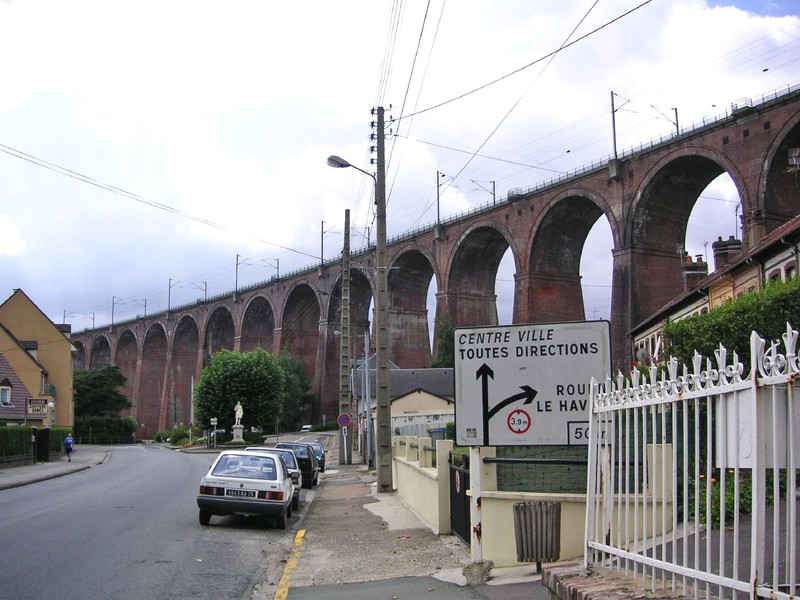
Viaduc de Barentin sur l'axe du futur tram-train.

Afin de renforcer la liaison structurante nord-sud du bassin d'emploi rouennais, entre Barentin et Elbeuf, il est envisagé la création d'une liaison cadencée de haut niveau entre ces deux gares. Cette liaison pourrait prendre la forme d'un tram-train qui conduirait à réhabiliter et rénover les gares sur le parcours. L'électrification de la section Oissel - Elbeuf-Saint-Aubin, réalisée en 2015, faciliterait l'opération.
Le tracé exact de cette liaison n'est pas encore fixé, notamment dans sa partie sud. Il existe deux variantes :
- Tracé Est : Barentin - Rouen - Sotteville - Saint-Étienne-du-Rouvray - Oissel - Tourville-la-Rivière - Elbeuf-Saint-Aubin

Ce tracé reprend l'infrastructure de la ligne Paris-Le Havre.
- Tracé Ouest : Barentin - Rouen - Petit Quevilly - Grand Quevilly - Petit-Couronne - Grand-Couronne - Forêt de La Londe - Elbeuf

Ce tracé reprend une partie de la ligne de Rouen à Orléans, actuellement réservée au trafic fret jusqu'à Grand-Couronne (le reste de la ligne est à l'abandon).
Réouverture de la ligne Rouen - Orléans
En parallèle de la construction de la nouvelle gare, il est envisagé de remettre en service la section de ligne Rouen - Orléans. Des études sont actuellement réalisées pour examiner les conditions de réouverture d’une desserte Rouen - Évreux-Normandie dans le cadre du Contrat de projets État-région (CPER).

### Chronologie du projet
À partir de 2003, les collectivités locales, l'État et les acteurs du monde ferroviaire se concertent sur la nécessite d'envisager une nouvelle infrastructure adaptée à la desserte du territoire de la région rouennaise. Cette concertation aboutit à établir le calendrier approximatif suivant :
- 2003 - 2005 : Études d'opportunité/faisabilité,
- 2006 - 2008 : Pré-études fonctionnelles et concertation,
- Automne 2009 : Débat public,
- 2010 - 2020 : Avant-projet et enquête publique,
- 2020 - 2023 : Études de projet,
- 2023 - 2031 / 2033 : Réalisation puis mise en service.

Ce calendrier doit être pris avec précaution, puisqu'il dépend de nombreux arbitrages - infrastructures à réaliser dont un tunnel - qui n'ont pas encore été définitivement rendus.
En septembre 2009, une exposition itinérante et des réunions publiques d'information sont organisées en divers points de la région afin d'éclairer la population sur ce projet.
En décembre 2019, Yvon Robert, président de la Métropole Rouen Normandie et Hervé Morin, président de la Région Normandie ont interpellé publiquement Emmanuel Macron, président de la République, afin de solliciter un engagement plus fort de l'État concernant en particulier les délais de réalisation de la gare nouvelle de Saint-Sever.
Le 6 mai 2024 s'est tenu une première réunion publique pour lancer une seconde phase de concertation, portant notamment sur la réalisation de la gare Saint-Sever.

### Financement
Les premières études économiques du projet avancent un coût prévisionnel compris entre 850 M€ et 1 050 M€ (tunnel et gare, hors aménagements urbains).
Lors de la concertation de 2024, il a été avancé par SNCF Réseau, le maître d'ouvrage de la Ligne Nouvelle Paris-Normandie, un coût estimé de 600 M€ pour la gare en elle-même et un coût estimatif de 1 300 M € pour la section Rouen-Barentin destiné à raccorder la gare à la ligne existante.